# Palacio de los Reyes de Aragón
El palacio de los Reyes de Aragón o palacio Real de Huesca es un conjunto de arquitectura civil situado en la ciudad de Huesca, Aragón, España que actualmente alberga el museo de Huesca.
Está declarado Bien de Interés Cultural (BIC).

## Historia
El edificio original fue construido en el siglo XII para albergar a los reyes de Aragón, edificado sobre una torre islámica con paramentos en estilo románico. El edificio alberga la Sala de la Campana, donde se sucedieron los hechos de la leyenda de la campana de Huesca y también la Sala de Doña Petronila, una estancia situada sobre la anterior donde, según la tradición se celebró la boda entre Petronila, hija de Ramiro II de Aragón, y Ramón Berenguer IV, conde de Barcelona. 
La denominada Torre de la Zuda ya existía a finales del siglo VIII, durante la dominación musulmana, aunque no se debe descartar que existiera allí una posición fuerte anterior. Tras la conquista de la ciudad, iniciada por Sancho Ramírez, en 1094, y concluida por Pedro I de Aragón y de Pamplona, en 1096 tras la batalla de Alcoraz, se convirtió en residencia de estos o de los tenentes nombrados por ellos; de hecho, se sabe que Pedro I fundó allí una capilla que entregó al abad del cercano castillo de Montearagón. A partir de este momento y con el traslado de la frontera hacia el sur, fue perdiendo toda su importancia defensiva por lo que se derribaron las murallas que protegían el palacio y las viviendas ocuparon su espacio. En 1611 Felipe III concedió el palacio a la Universidad, que derribó gran parte, construyendo un nuevo edificio que actualmente alberga el Museo de Huesca. Del antiguo palacio únicamente queda una torre de planta rectangular y coronada con almenas y algunas otras dependencias anejas al Museo y que son utilizadas por este; el conjunto es conocido como Palacio Real.

## Descripción
Del antiguo palacio únicamente queda una torre de planta rectangular y coronada con almenas y algunas otras dependencias anejas al Museo y que son utilizadas por este; el conjunto es conocido como Palacio Real. De este antiguo palacio sólo queda una esbelta torre y dependencias como el Salón, que es un edificio rectangular, cuyo interior se transformó en el siglo XVII suprimiendo las distintas plantas que pudo tener. En la actualidad está cubierto por dos arcadas ojivales de claro estilo gótico; en sus lados mayores presenta tres puertas en arco, algunas tapiadas. En uno de los lados menores se sitúa la denominada Torre de la Zuda; a la planta baja se llega tras descender algunos escalones bajo una interesante portada. Esta se encuentra cubierta por una bóveda de crucería cuyos nervios descansan sobre una imposta que rodea la sala, mientras que sus lados este y oeste se prolongan en sendos ábsides semicirculares y posee dos pequeñas ventanas de medio punto abocinadas interiormente. Es este espacio se sitúa el escenario de la legendaria "Campana de Huesca". A la planta superior se accede por una escalera moderna; la sala es conocida como de doña Petronila, por ser donde se celebraron los esponsorios de esta con Ramón Berenguer. Es un espacio rectangular con sus paredes adornadas con arquerías ciegas semicirculares, sencillas en el ábside y dobles en los tramos rectos, apoyadas en columnas con capiteles románicos. En la sala más alta, ya desaparecida, debió estar la capilla de San Nicolás.

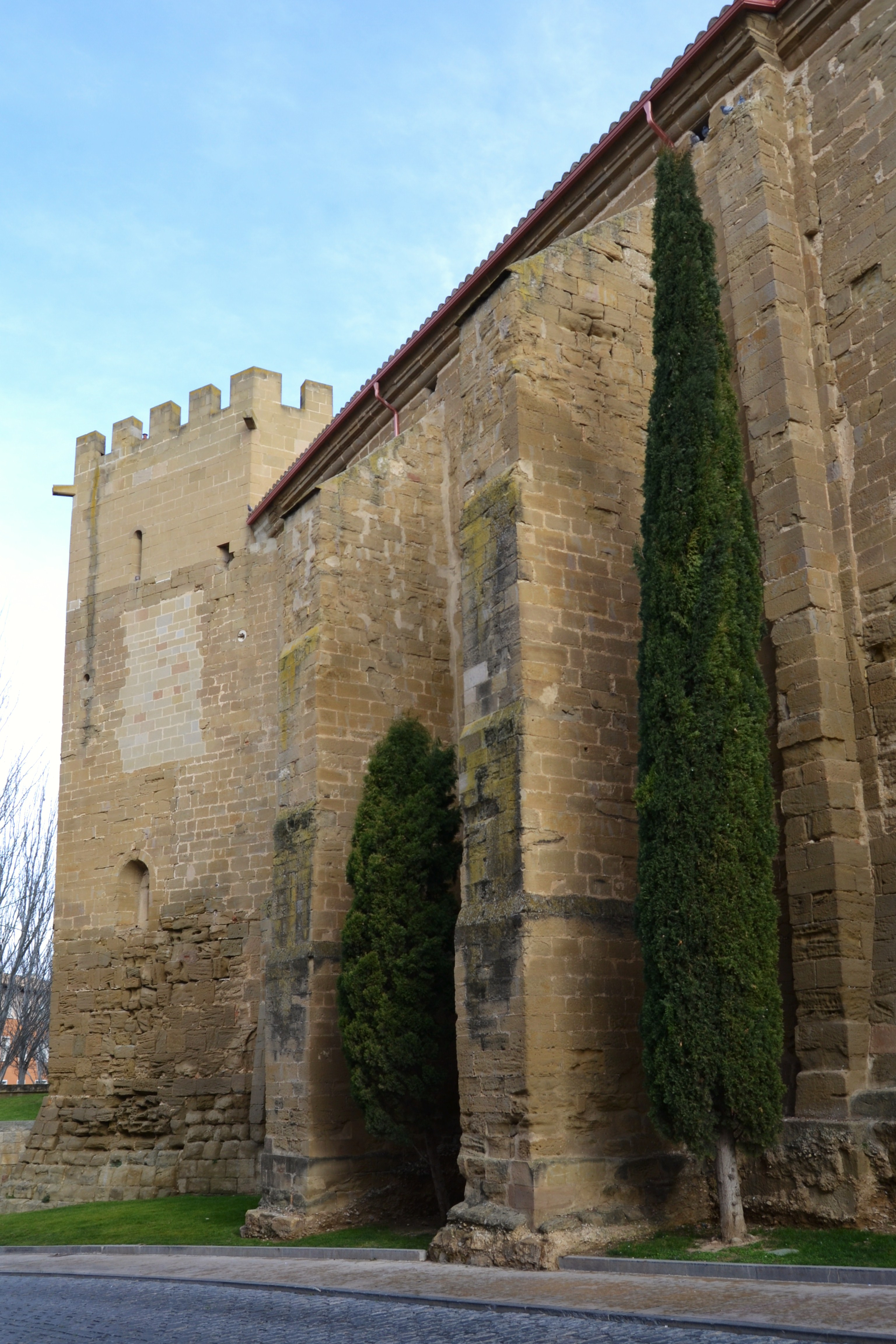
Contrafuertes de la desaparecida capilla de San Nicolás

El palacio de los Reyes de Aragón es un magnífico ejemplo del románico civil de finales del siglo XII.